# Мерле Палмісте
Мерле Палмісте (1 листопада 1970, Таллінн, СРСР) — естонська акторка театру та кіно.

## Життєпис
Мерле Палмісте народилася 1 листопада 1970 року у Таллінні. У 1992 році закінчила Талліннську консерваторію. Після закінчення навчання Палмісте почала працювати в Естонському драматичному театрі. Мерле також бере участь у телевізійних проектах та знімається у кіно.

## Вибіркова фільмографія
- Серце ведмедя (2001)
- Золотий пляж (2006)